# Décès en 1922
Décès
- 1918
- 1919
- 1920
- 1921
- 1922
- 1923
- 1924
- 1925
- 1926

Cette page dresse une liste de personnalités mortes au cours de l'année 1922 présentée dans l'ordre chronologique.
Pour une information complémentaire, voir la page d'aide.
La liste des personnes référencées dans Wikipédia est disponible dans la page de la Catégorie:Décès en 1922

## Inconnu
- Eugène-Toussaint Cateland, architecte français. (° 28 mars 1840).
- Gustave Charlier, architecte belge. (° 1848).
- Eugène Claude, peintre français (° 10 juin 1841).
- Karl Griebel, architecte allemand. (° 1872).
- Alexander Cowper Hutchison, architecte canadien (° 2 avril 1838).
- Gaston Loir, peintre français (° 19 juin 1868).
- Joseph Mesnage, père blanc français (° 1859).
- Hachiro Nakagawa, peintre de paysages japonais (° 1877).

## Janvier
- 1er janvier : Augusto Alberici, peintre et collectionneur d'art italien (° septembre 1846).
- 4 janvier : Francesco Gioli, peintre italien (° 29 juin 1846).
- 5 janvier : Ernest Shackleton, explorateur britannique (° 15 février 1874).
- 10 janvier : Frank Tudor, chapelier et homme politique britannique puis australien (° 29 janvier 1866).
- 12 janvier : Gabriel Martin, peintre français (° 25 mai 1842).
- 18 janvier : Pierre Roche, sculpteur, peintre, céramiste, décorateur et graveur-médailleur français (° 2 août 1855).
- 19 janvier : Marcel Roux, peintre et graveur français (° 11 septembre 1878).
- 22 janvier :
  - Fredrik Bajer, écrivain, professeur, homme politique et pacifiste danois (° 21 avril 1837).
  - Benoît XV, pape italien (° 21 novembre 1854).
- 23 janvier :
  - Émile De Beukelaer, coureur cycliste belge (° 25 juillet 1865).
  - Arthur Nikisch, chef d'orchestre, violoniste et pédagogue hongrois (° 12 octobre 1855).
- 28 janvier : Elizabeth Jane Gardner Bouguereau, peintre américaine (° 4 octobre 1837).
- 31 janvier : Rubaldo Merello, peintre et sculpteur italien (° 16 juillet 1872).

## Février
- 16 février :
  - Richard Jordan, architecte et maître d'œuvre de l'historicisme autrichien (° 6 mars 1847).
  - Newton Knight, fermier, soldat et homme politique américain (° 10 novembre 1829).
- 21 février : István Chernel, ornithologue hongrois (° 31 mai 1865).
- 27 février : Evert van Muyden, graveur, peintre, aquarelliste et illustrateur suisse (° 18 juillet 1853).
- 28 février : Henry Martyn Congdon, architecte et designer américain. (° 10 mai 1834).

## Mars
- 1er mars : Marius Toudoire, architecte français. (° 15 novembre 1852).
- 2 mars : Edmond Debon, peintre français (° 18 décembre 1846).
- 6 mars : Hermann Mandl, cavalier autrichien de saut d'obstacles (° 1856).
- 10 mars : Hans Sitt, violoniste, professeur et compositeur bohémien (° 21 septembre 1850).
- 11 mars :
  - Claude-Antoine Dussort, peintre français (° 8 avril 1855).
  - Marguerita Pillini, peintre française d'origine italienne (° 1839).
- 15 mars : Abdon Baptista, homme politique brésilien (° 30 juillet 1851).
- 20 mars : Albert Singer, peintre allemand (° 23 novembre 1869).
- 22 mars : Iossyp Kossonohov, physicien, géographe et météorologue russe puis ukrainien (° 31 mars 1866).
- 23 mars : Charles-Frédéric Lauth, peintre français (° 17 janvier 1865).
- 24 mars : Antoine Vandergoten, homme politique belge (° 18 octobre 1848).
- 25 mars : Henri-Paul Motte, architecte et peintre français (° 15 décembre 1846).
- 27 mars :
  - Giannetto Cavasola, homme politique italien (° 11 décembre 1840).
  - Nikolaï Sokolov, compositeur russe (° 26 mars 1859).

## Avril
- 1er avril :
  - Charles Ier d'Autriche, dernier empereur et roi d'Autriche-Hongrie (° 10 juillet 1871).
  - Henri Deverin, architecte français, architecte en chef des monuments historiques. (° 6 février 1846).
- 3 avril : Augusts Deglavs, écrivain, éditeur et homme politique letton (° 9 aout 1862).
- 5 avril : Charles Woeste, homme politique belge (° 26 février 1837).
- 15 avril : Prosper-Édouard Bissuel, architecte français. (° 29 juillet 1840).
- 26 avril : Hans Sommer, compositeur et mathématicien allemand (° 20 juillet 1837).
- 28 avril : Paul Deschanel, ancien Président de la République française (° 13 février 1855).

## Mai
- 1er mai : Vassily Denissov, peintre symboliste, décorateur de théâtre et graphiste polonais puis russe puis soviétique (° 1er janvier 1862).
- 2 mai : Anna Missuna, géologue russe (° 12 novembre 1868).
- 5 mai : Emilio Núñez, soldat, dentiste et homme politique cubano-américain (° 27 décembre 1855).
- 7 mai : Manuel Granero, matador espagnol (° 4 avril 1902).
- 12 mai : Kyrylo Stetsenko, compositeur, chef de chœur et archiprêtre ukrainien (° 24 mai 1882).
- 13 mai : « Varelito » (Manuel Varé García), matador espagnol (° 29 septembre 1893).
- 21 mai : Henry-Claudius Forestier, peintre, graveur, illustrateur et affichiste suisse (° 25 février 1874).
- 25 mai : Jules Cottin, mandoliniste et compositeur français (° 21 juin 1868).
- 26 mai : Ernest Solvay, chimiste et industriel belge (° 16 avril 1838).

## Juin
- 17 juin : Gaetano Brunacci, peintre italien (° 14 septembre 1830).
- 20 juin :  Misti, peintre, affichiste, lithographe et illustrateur français (° 10 septembre 1865).
- 22 juin :
  - Étienne Terrus, peintre français (° 21 septembre 1857).
  - Émile Louis Thivier, peintre et dessinateur français (° 5 octobre 1858).
- 24 juin : Walther Rathenau, industriel, écrivain et homme politique allemand (° 29 septembre 1867).
- 26 juin : Albert Ier, prince souverain de la principauté de Monaco (° 13 novembre 1848).
- 27 juin : Oliborio Mateo, chef rebelle dominicain (° 1874).
- 29 juin : Florentin Granholm, architecte finlandais (° 9 juin 1836).
- 30 juin : Horace Édouard Davinet, architecte franco-suisse (° 23 février 1839).

## Juillet
- 1er juillet :
  - George Edwardes-Hall, scénariste, réalisateur, monteur et acteur américain (° vers 1872).
  - Robert Charles Goff, graveur et peintre britannique (° 28 juillet 1837).
- 8 juillet : Ferdinand Keller, peintre allemand (° 5 août 1842).
- 12 juillet : 
  - Henri Ferdinand Bellan, peintre français (° 5 avril 1870).
  - Jules Viatte, architecte et peintre français (° 27 juillet 1872).
- 13 juillet : Tymofiy Boïtchouk, peintre russe puis soviétique (° 27 septembre 1896).
- 14 juillet : Kamo (Simon Ter-Petrossian), militant bolchevik géorgien (° 27 mai 1882).
- 19 juillet : Jean-Baptiste Guth, peintre, illustrateur et caricaturiste français (° 4 janvier 1855).
- 21 juillet : Eugène Vallin, architecte et menuisier d'art français (° 1856).
- 28 juillet : Jules Guesde, homme politique français (° 11 novembre 1847).
- 29 juillet : Friedrich Wichtl, homme politique et essayiste austro-hongrois puis autrichien (° 15 mars 1872).
- 30 juillet : Paterne Berrichon, poète, peintre, sculpteur et dessinateur français (° 10 janvier 1855).

## Août
- 2 août : Julius von Blaas, peintre italien (° 22 août 1845).
- 4 août : Ismail Enver, officier militaire turc (° 22 novembre 1881)
- 11 août : Dudley Hardy, peintre et illustrateur britannique (° 15 janvier 1867).
- 12 août : William Salabert, compositeur français (° 9 mars 1853).
- 18 août : Ernest Lavisse, historien français.
- 19 août : Felipe Pedrell, musicien, compositeur et musicologue espagnol (° 19 février 1841).
- 27 août : Enrique de Aguilera y Gamboa, archéologue, collectionneur et homme politique espagnol (° 8 juin 1845).
- 30 août : María Stagnero de Munar, pédagogue et féministe uruguayenne (° 1856).
- 31 août : Prosper Galerne, peintre français (° 28 avril 1836).

## Septembre
- 1er septembre : Edmund Blair Leighton, peintre britannique (° 21 septembre 1853).
- 4 septembre : Pertap Singh d'Idar, homme d'État indien (° 22 octobre 1854).
- 6 septembre : Georgette Agutte, peintre et sculptrice française (° 17 mai 1867).
- 8 septembre :
  - Léon Bonnat, peintre, graveur et collectionneur d'art français (° 20 juin 1833).
  - Henri Meunier, peintre, graveur, illustrateur et affichiste belge (° 25 juillet 1873).
- 10 septembre : Fernand Sauveur, footballeur international belge (° 1er octobre 1881).
- 12 septembre : Évariste Carpentier, peintre belge (° 2 décembre 1845).
- 13 septembre : Enrique María Repullés y Vargas, architecte espagnol (° 30 octobre 1845).
- 20 septembre : Paul Guibé, sculpteur et peintre français (° 8 octobre 1841).
- 25 septembre : Gustave Henri de Beaumont, peintre et dessinateur suisse (° 27 novembre 1851).
- 26 septembre : Paul de Favereau, homme politique belge (° 15 janvier 1856).
- 30 septembre : Jean-Baptiste Ernest Lacombe, architecte français. (° 19 octobre 1854).

## Octobre
- 9 octobre : Josep Rodoreda, musicien et compositeur espagnol (° 13 février 1851).
- 12 octobre : Cecilia Flamand, danseuse suédoise (° 20 juillet 1860).
- 13 octobre : Elizabeth Williams Champney, romancière américaine (° 6 février 1850).
- 16 octobre : Gaston Guignard, peintre français (° 8 mars 1848).
- 18 octobre : Suze Robertson, peintre néerlandaise (° 17 décembre 1855).
- 20 octobre : Stephan Burián von Rajecz, homme politique autrichien (° 16 janvier 1851).
- 28 octobre : Theodor Josef Hubert Hoffbauer, peintre, architecte, dessinateur, graphiste et illustrateur français d'origine allemande. (° 13 octobre 1839).
- 29 octobre : Charles Eldridge, acteur américain (° 25 juillet 1854).

## Novembre
- 2 novembre : 
  - Alexandre Cousebandt d'Alkemade, militaire et homme politique belge (° 26 avril 1840).
  - Louis Bezencenet, architecte suisse, originaire du Canton de Vaud. (° 11 septembre 1843).
- 6 novembre : Ali Kemal, homme politique, éditorialiste et poète ottoman (° 1867).
- 14 novembre : Carl Michael Ziehrer, compositeur et chef d'orchestre autrichien (° 2 mai 1843).
- 18 novembre : Marcel Proust, écrivain français (° 10 juillet 1871).
- 22 novembre : Louise De Hem, peintre et pastelliste belge (° 10 décembre 1866).
- 24 novembre : Zaiyi, homme d'État chinois (° 26 août 1856).
- 26 novembre : Pierre Billet, peintre français (° 2 novembre 1836).

## Décembre
- 3 décembre : Ernest Burnat, architecte suisse (° 7 octobre 1833).
- 8 décembre : Rory O'Connor, activiste républicain irlandais (° 28 novembre 1883).
- 11 décembre : Alfred-Charles Weber, peintre français (° 20 avril 1862).
- 13 décembre : John William Godward, peintre anglais (° 9 août 1861).
- 21 décembre : Eliezer Ben-Yehuda, sociologue et linguiste lituano-palestinien (° 7 janvier 1858).
- 22 décembre : Giacomo Orefice, compositeur italien (° 27 août 1865).
- 24 décembre : Louis-Zéphirin Gauthier, architecte et sculpteur canadien français. (° 25 août 1842).

- 1918 ou 1922 : Clovis Cazes, peintre français (° 28 octobre 1883).